# Беттендорф (Айова)
Беттендорф (англ. Bettendorf) — місто (англ. city) в США, в окрузі Скотт штату Айова. Населення — 39 102 особи (2020).

## Географія
Беттендорф розташований за координатами 41°33′59″ пн. ш. 90°28′36″ зх. д. / 41.56639° пн. ш. 90.47667° зх. д. (41.566340, -90.476639).  За даними Бюро перепису населення США в 2010 році місто мало площу 57,91 км², з яких 54,95 км² — суходіл та 2,96 км² — водойми.

### Клімат
| Клімат : Беттендорф     | Клімат : Беттендорф | Клімат : Беттендорф | Клімат : Беттендорф | Клімат : Беттендорф | Клімат : Беттендорф | Клімат : Беттендорф | Клімат : Беттендорф | Клімат : Беттендорф | Клімат : Беттендорф | Клімат : Беттендорф | Клімат : Беттендорф | Клімат : Беттендорф | Клімат : Беттендорф |
| Показник                | Січ.                | Лют.                | Бер.                | Квіт.               | Трав.               | Черв.               | Лип.                | Серп.               | Вер.                | Жовт.               | Лист.               | Груд.               | Рік                 |
| Абсолютний максимум, °C | 17,2                | 20,0                | 28,3                | 31,1                | 33,9                | 37,8                | 38,9                | 39,4                | 36,1                | 32,2                | 25,6                | 20,6                | 39,4                |
| Середній максимум, °C   | −1,7                | 1,7                 | 8,3                 | 15,6                | 22,2                | 27,8                | 29,4                | 28,3                | 24,4                | 17,8                | 8,3                 | 1,1                 | 15,3                |
| Середній мінімум, °C    | −10,6               | −7,2                | −1,1                | 5,0                 | 11,7                | 16,7                | 18,3                | 18,9                | 13,9                | 7,2                 | 0,0                 | −6,7                | 5,6                 |
| Абсолютний мінімум, °C  | −30,6               | −33,3               | −25,6               | −11,7               | −2,2                | 5,6                 | 8,9                 | 6,1                 | 0,0                 | −7,8                | −20                 | −29,4               | −33,3               |
| Норма опадів, мм        | 29                  | 33                  | 60                  | 82                  | 96                  | 120                 | 89                  | 109                 | 75                  | 62                  | 61                  | 51                  | 866                 |
| ----------------------- | ------------------- | ------------------- | ------------------- | ------------------- | ------------------- | ------------------- | ------------------- | ------------------- | ------------------- | ------------------- | ------------------- | ------------------- | ------------------- |
| Джерело:                |                     |                     |                     |                     |                     |                     |                     |                     |                     |                     |                     |                     |                     |

## Демографія
Згідно з переписом 2010 року, у місті мешкало 33 217 осіб у 13 681 домогосподарстві у складі 9225 родин. Густота населення становила 574 особи/км².  Було 14437 помешкань (249/км²).
Расовий склад населення:
| - 91,9 % — білих - 3,1 % — азіатів - 2,2 % — чорних або афроамериканців - 0,2 % — корінних американців - 0,1 % — вихідців з тихоокеанських островів |

До двох чи більше рас належало 1,8 %. Частка іспаномовних становила 3,6 % від усіх жителів.
За віковим діапазоном населення розподілялося таким чином: 25,5 % — особи молодші 18 років, 59,7 % — особи у віці 18—64 років, 14,8 % — особи у віці 65 років та старші. Медіана віку мешканця становила 40,7 року. На 100 осіб жіночої статі у місті припадало 94,6 чоловіків;  на 100 жінок у віці від 18 років та старших — 90,7 чоловіків також старших 18 років.
Середній дохід на одне домашнє господарство  становив 95 226 доларів США (медіана — 75 373), а середній дохід на одну сім'ю — 115 301 долар (медіана — 94 968). Медіана доходів становила 71 982 долари для чоловіків та 44 654 долари для жінок. За межею бідності перебувало 5,5 % осіб, у тому числі 6,8 % дітей у віці до 18 років та 5,7 % осіб у віці 65 років та старших.
Цивільне працевлаштоване населення становило 17 058 осіб. Основні галузі зайнятості: освіта, охорона здоров'я та соціальна допомога — 24,4 %, виробництво — 19,0 %, роздрібна торгівля — 10,1 %, науковці, спеціалісти, менеджери — 8,8 %.